# レスリー・ニールセンの裸の宇宙銃を持つ男
『レスリー・ニールセンの裸の宇宙銃を持つ男』（レスリー・ニールセンのはだかのうちゅうじゅうをもつおとこ、The Creature Wasn't Nice）は、1981年に製作されたSFコメディ映画である。

## 概要
『裸の銃を持つ男』シリーズでフランク・ドレビン警部を演じたレスリー・ニールセンによるSFコメディ映画である本作だが、実際には同シリーズとは無関係で関連性はない。地球に帰還する宇宙船内で謎の生命体が船員たちを恐怖に陥れるという往年のSF映画の雰囲気を継承しつつ、パロディ、ミュージカルなどの要素も盛り込んでいる。劇中には謎の惑星にかつては巨大生物が住んでいたという説明に『ウルトラマン』の怪獣シーンを引用したり、地球のニュース番組で報道される「宇宙ゴリラ出現」の映像には『スペクトルマン』に登場する宇宙猿人ゴリの映像なども流用されている。キャストにはニールセンのほかイギリス出身のパトリック・マクニーやテレビドラマ『ラバーン＆シャーリー』で人気を博したシンディ・ウィリアムズらが出演した。また宇宙船のコンピューターの声はブロデリック・クロフォードが演じている。

## あらすじ
広大な宇宙を遊泳する宇宙船「めまい号」。ある日、コンピューターのマックス（声：ブロデリック・クロフォード）とスターク博士（パトリック・マクニー）が謎の星を発見。早速、船長ジェイミソン（レスリー・ニールセン）をはじめとするめまい号の乗組員アニー（シンディ・ウィリアムズ）、ジョン（ブルース・キンメル）、ロジンスキ（ゲリット・グレアム）そしてスターク博士らはその星に上陸した。
その星を調査している最中、ジョンはこれまでに見たこともないようなゼリー状の物体を発見する。「世紀の大発見だ」と、その発見に興奮冷めやらないスターク博士は、乗組員たちの反対を押し切ってその物体を宇宙船に持ち込んだ。何事もないまま数週間が過ぎたころ、そのゼリー状の物体はどんどんと成長して、人並みほどの高さがある怪物に変貌する。そして研究室から逃げ出したその怪物は船内を徘徊しはじめ、乗組員たちを恐怖のどん底に陥れる。

## キャスト・スタッフ

### キャスト
- ジェイミソン船長 - レスリー・ニールセン
- スターク博士 - パトリック・マクニー
- アニー - シンディ・ウィリアムズ
- ロジンスキ - ゲリット・グレアム
- ジョン - ブルース・キンメル
- マックス（声） - ブロデリック・クロフォード
- クリント・イーストウッド / ダーティ・ハリー - ポール・ブリネガー
- 怪物 - ロン・クロウスキー

### スタッフ
- 監督：ブルース・キンメル
- 脚本：ブルース・キンメル
- 製作：マーク・ハガード
- 製作総指揮：マイケル・S・ランディス
- 音楽：デヴィッド・スピア